# 나유진 (배우)
나유진은 대한민국 뮤지컬 배우이다.

## 출연 작품

### 뮤지컬
- 2009년 《스프링 어웨이크닝》
- 2013년~2014년 《백설공주를 사랑한 난장이》
- 2014년 《히얼마이송 시즌2》
- 2014년 《2014 봄 페스티벌 - 이야기의 방식 노래의 방식 데모버전》